# Герин, Вероника
Вероника Герин (англ. Veronica Guerin; 1958—1996) — ирландская журналистка, убитая наркоторговцами.

## Биография
До начала журналистской карьеры профессионально занималась несколькими видами спорта, в том числе играя за футбольную сборную своей страны. Занималась криминальной журналистикой, разрабатывая тему торговли наркотиками в Ирландии. Преступники угрожали ей и её семье, в 1994 дом Герин был обстрелян неизвестными.
Была расстреляна в собственной машине шестью выстрелами из револьвера 26 июня 1996 года. Покушение осуществили двое мужчин, передвигавшихся на мотоцикле. Убийство вызвало широкий общественный резонанс и привело к созданию в Ирландии службы Criminal Assets Bureau. Похороны журналистки посетили премьер-министр и главнокомандующий армией Ирландии. Профсоюзы объявили в память о ней минуту молчания.

## Память
- Статуя Герин установлена около Дублинского замка
- Фильм Джоэла Шумахера «Охота на Веронику»
- Фильм Джона Маккензи[англ.] «Когда рушатся небеса»[англ.]